# Żmigród
Żmigród ['ʐmigrut] (deutsch Trachenberg) ist eine Stadt im Powiat Trzebnicki (Trebnitz) in der Woiwodschaft Niederschlesien in Polen. Sie liegt in der Kotlina Żmigrodzka (Trachenberger Becken) und ist zugleich Sitz der Stadt- und Landgemeinde Żmigród. Bis 1945 war Trachenberg eine Stadt im Landkreis Militsch im preußischen Regierungsbezirk Breslau.

## Geographische Lage
Die Stadt liegt in Niederschlesien an der Bartsch an der Europastraße 261, die von Breslau nach Posen führt. Jenseits der Bartsch liegt das ältere Żmigródek (Schmiegrode).

## Geschichte

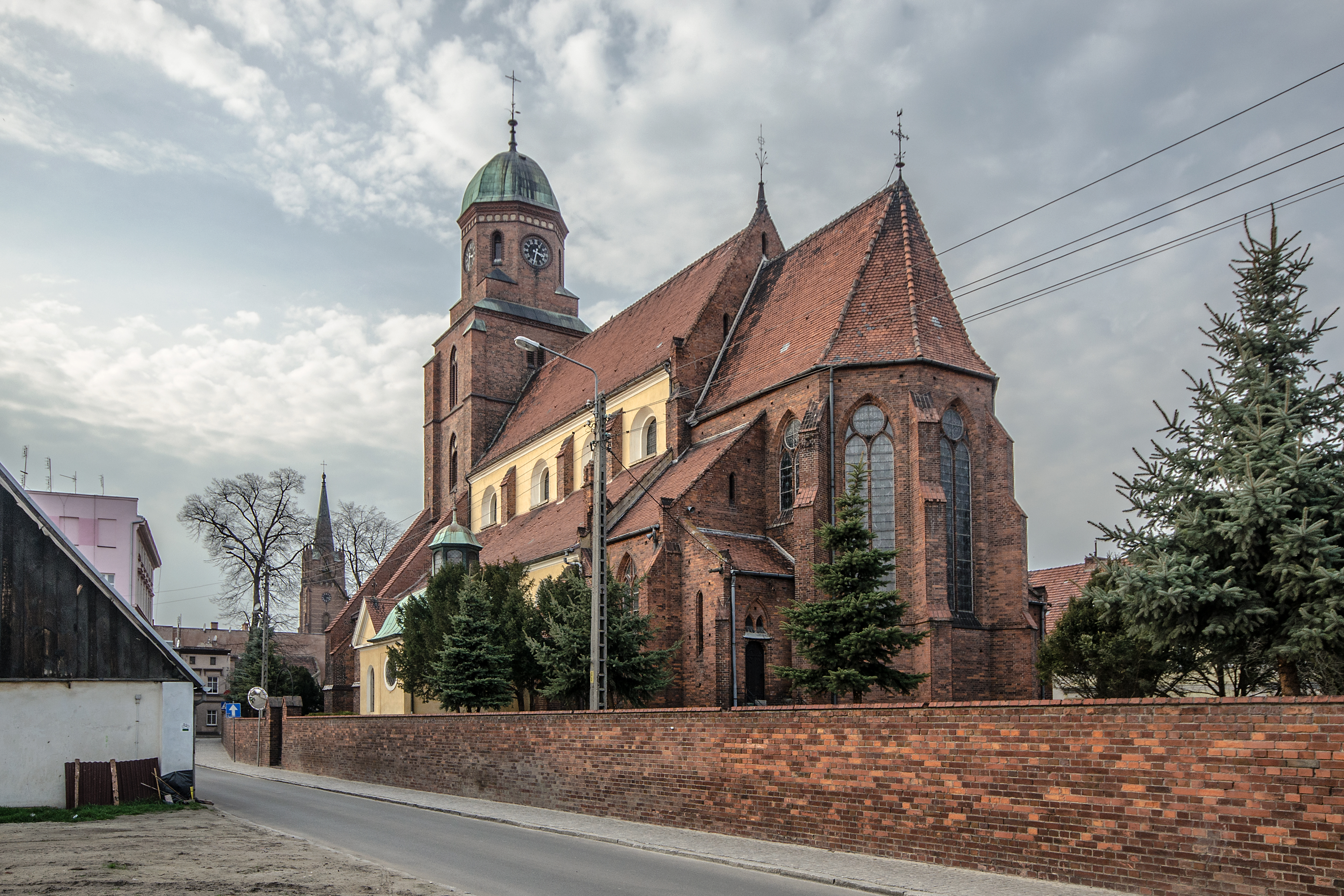
Stadtkirche, erbaut 1599 und 1723

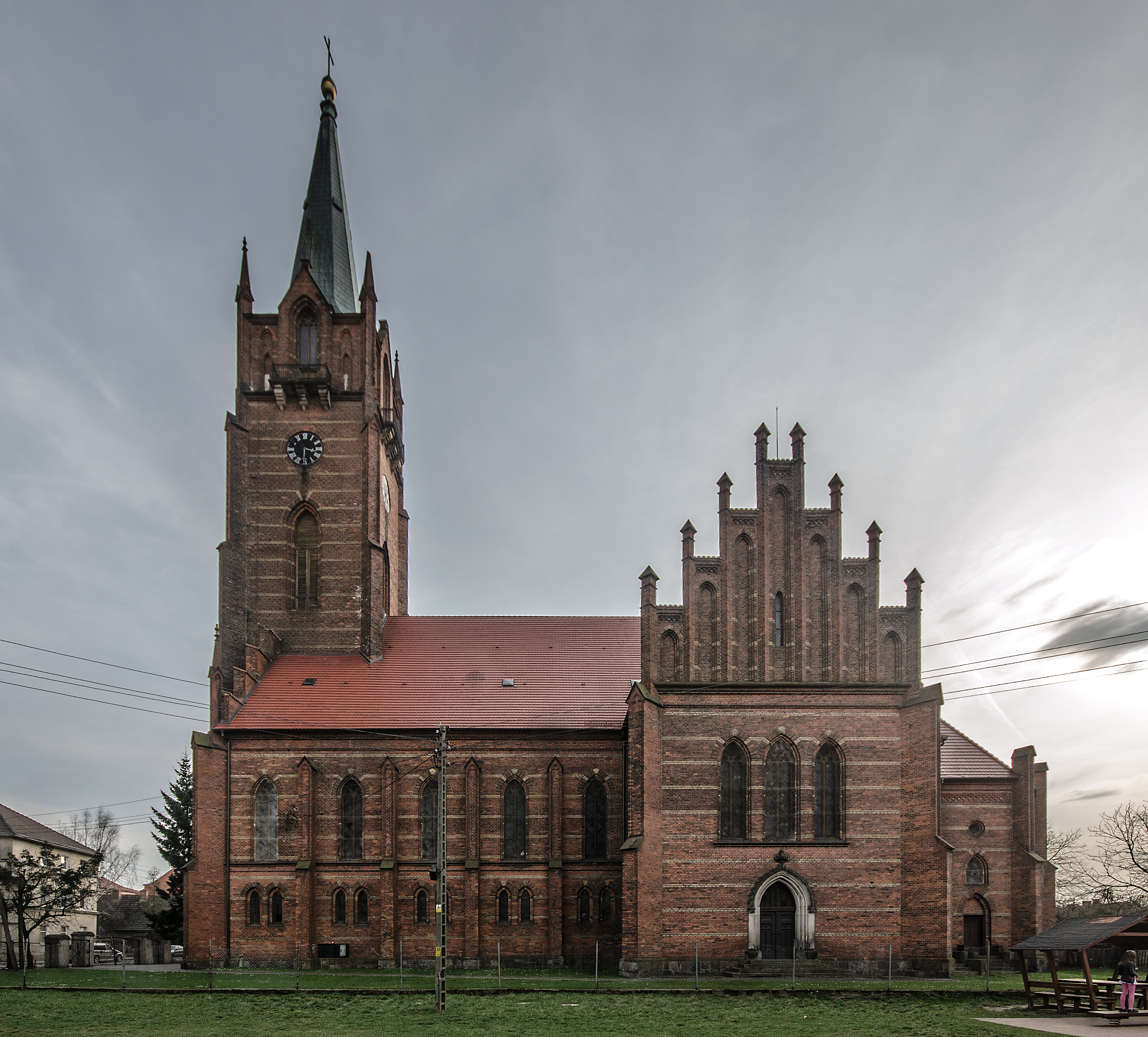
Evangelische Kirche, erbaut 1854–1861

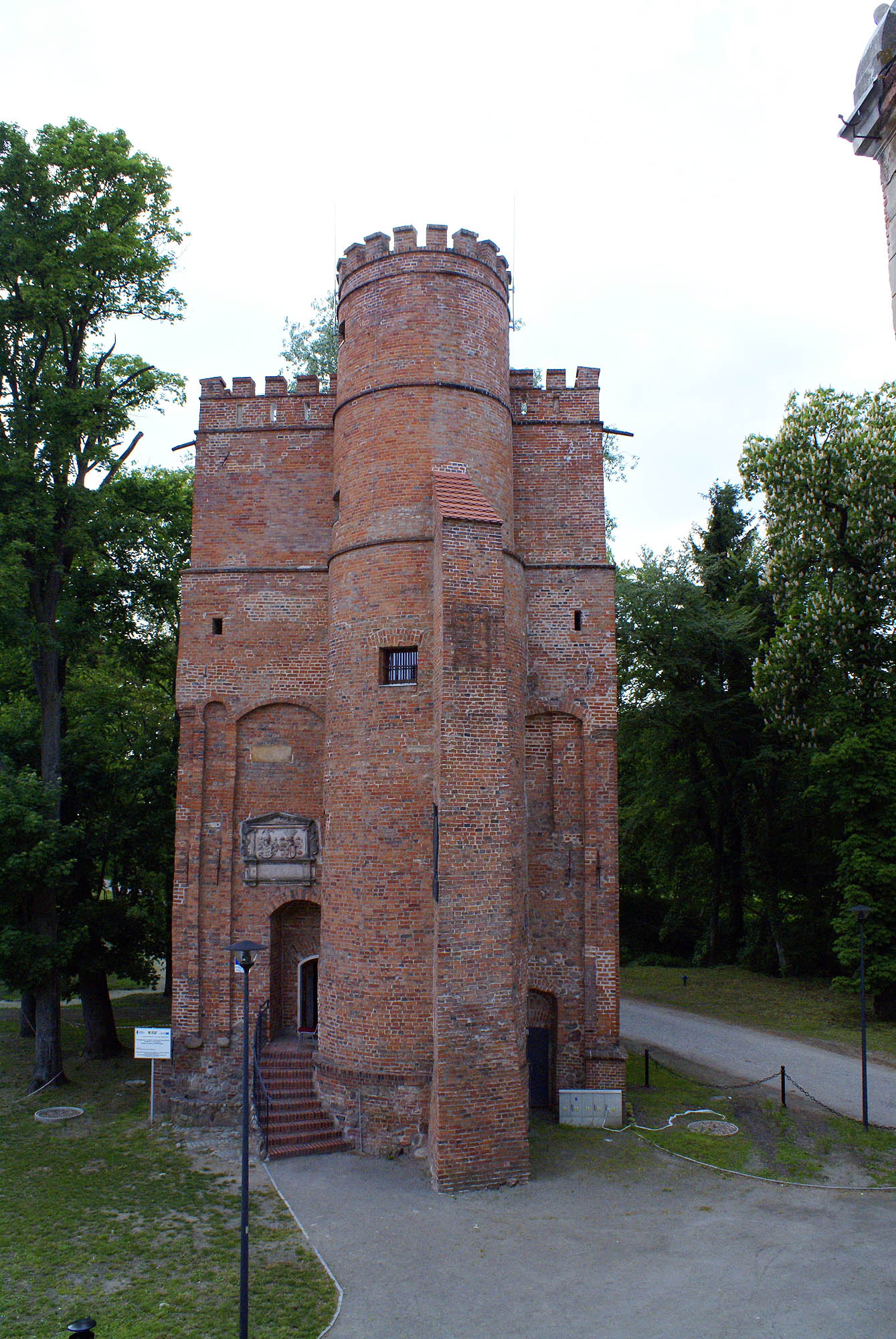
Überrest der alten Burg

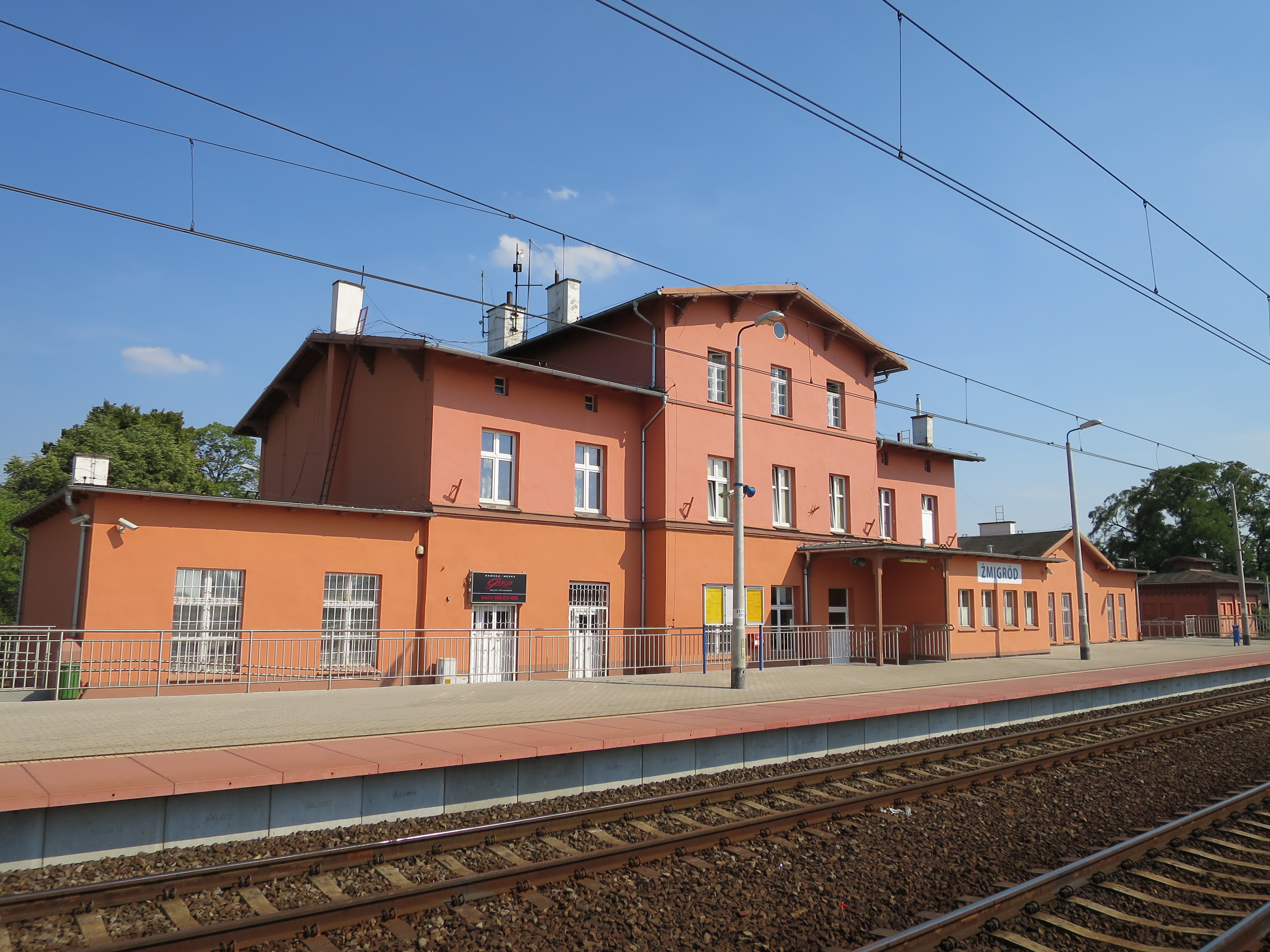
Bahnhof

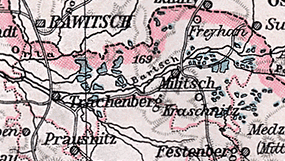
Trachenberg westlich von Militsch auf einer Landkarte von 1905

Erstmals urkundlich erwähnt wurde das Dorf „Sunigrod“, das den Breslauer Bischöfen gehörte, im Jahre 1155. 1228: Das Dorf lag auf dem anderen Ufer der Bartsch gegenüber der heutigen Stadt und existiert bis heute (bis 1945: Schmiegrode, seither Zmigródek). Um ein Bollwerk in den ständigen Grenzfehden zwischen den Herzogtümern Schlesien und Großpolen zu schaffen, ließ Herzog Heinrich III. von Schlesien und Breslau durch Tydricus dictus Deysenberc die Stadt am 15. Mai 1253 nach deutschem Stadtrecht gründen. „Trachinburg“  bzw. „Smigrod“ wurde als Längsplatzanlage angelegt und hatte 1287 etwa 1200 Einwohner. Nach der Teilung des Herzogtums Breslau 1290 gelangte Trachenberg an das Herzogtum Glogau. Die Stadt und ihr Umland wurde 1312 Teil des Herzogtum Oels. 1375 wurde die Wasserburg Trachenberg erbaut. 1492 wurde Trachenberg eine Freie Standesherrschaft des Adelsgeschlechts Kurzbach.
1555 kam es zur Reformation in Trachenberg. Die Stadt wird zu 100 % evangelisch. Zu dieser Zeit wird auch die Stadtpfarrkirche zur Heiligen Dreieinigkeit erbaut. Das alte Schloss Trachenberg brannte 1579 völlig ab. 1500 Söldner und Freibeuter fielen 1587 in das Trachenberger Land ein und verwüsten die ganze Gegend. Die Stadt mit ihrem Gebiet ging 1592 an die bekannte schlesische Familie von Schaffgotsch (1593 kaiserlich bestätigt). Um diese Zeit sind auch die ersten Juden in der Stadt nachweisbar, die vom benachbarten polnischen Rawitsch einwandern. Der letzte Schaffgotsch auf Trachenberg, Hans Ulrich von Schaffgotsch wurde 1635 als Anhänger Wallensteins hingerichtet. Sämtliche Güter der Familie werden vom Kaiser eingezogen, erst um 1680 bekommt sie die Güter im Vorland des Riesengebirges zurück. Trachenberg wird indessen nicht zurückgegeben. Der kaiserliche Feldmarschall Melchior Graf von Hatzfeldt bekam 1641 Trachenberg als Lehen des Kaisers und bauten das Schloss aus. Die Hatzfeldt bleiben hier bis 1945. Die Schweden unter Feldmarschall Lennart Torstenson eroberten 1642 das Schloss und hielten es acht Jahre lang besetzt. Der Kaiser ließ 1654 die Stadt mit Gewalt rekatholisieren. Das Schloss wurde von 1683 bis 1765 zu einer großen barocken Residenz umgebaut. Die Stadtpfarrkirche wurde von 1706 bis 1723 im Geiste des Barock umgestaltet, unter anderem vom Architekten der Universität Breslau, Christoph Hackner. Um diese Zeit hat die Stadt 1600 Einwohner. Schlesien mit Trachenberg kamen 1741 zu Preußen, Friedrich der Große erhebt die Hatzfeldt zu Fürsten, 1748, wurden sie vom Kaiser Franz I. zu Reichsfürsten erhöht (Umfang des Gutes 1937: 15 941 ha). Die Stadt hatte damals 1774 Einwohner, zwei Drittel sind evangelisch.

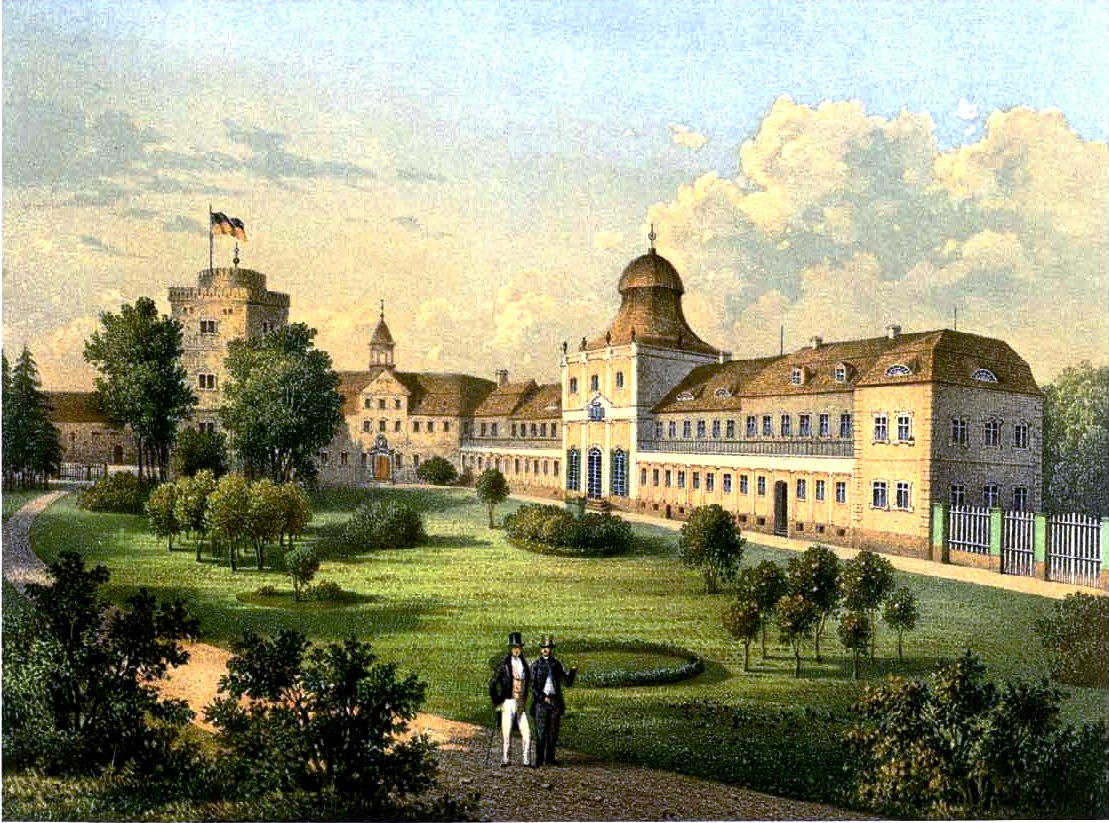
Schloss Trachenberg um 1860, Sammlung Alexander Duncker.
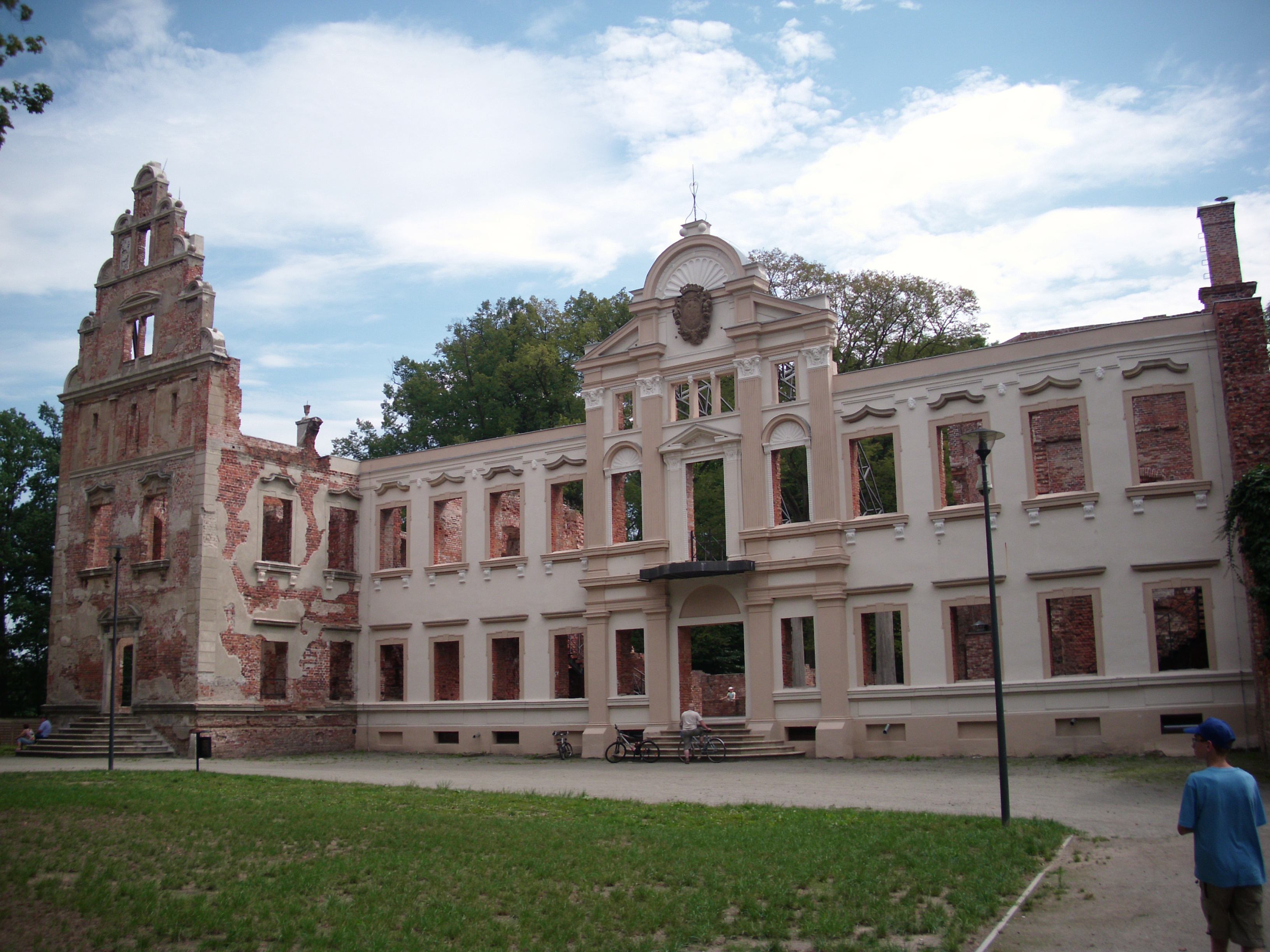
Teilrestaurierte Ruine 2010.
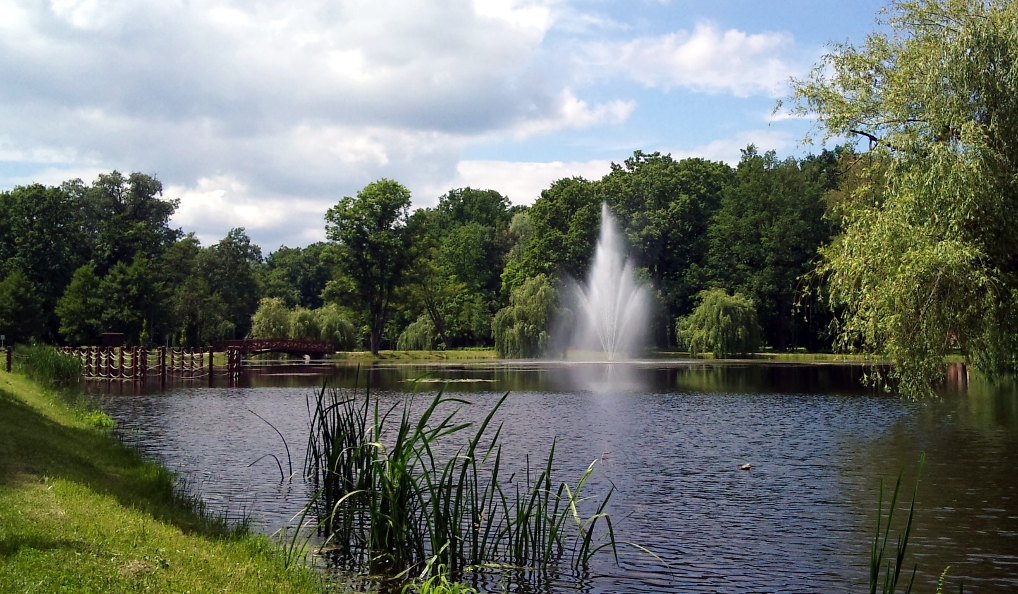
Schlosspark.

Am 12. Juli 1813 kam es zu einem Treffen der Napoleon-Gegner Friedrich Wilhelm III. von Preußen, Alexander I. von Russland und des späteren Königs von Schweden Karl XIV. Johann Bernadotte auf dem Schloss Trachenberg, der Trachenberg-Plan gegen Napoléon Bonaparte wurde ausgearbeitet. Von 1815 bis 1918 blühte die Stadt. Sie bekam Eisenbahnanschluss von drei Linien, eine große Zuckerfabrik, Mittel- und Landwirtschaftsschulen, eine neue evangelische Kirche wird um 1854 erbaut, auch die Juden bauen 1861 eine Synagoge. 1905 hat Trachenberg 3361 Einwohner.
König Wilhelm II. erhob die Herrschaft Trachenberg am 1. Januar 1900 zu einem preußischen Herzogtum in Primogenitur.
Im Jahr 1945 gehörte Trachenberg zum Landkreis Militsch im Regierungsbezirk Breslau der preußischen Provinz Niederschlesien.
Am Ende des Zweiten Weltkriegs ist die Bevölkerung Januar 1945, wie die aller östlich der Oder gelegenen Kreise Niederschlesiens, nach Sachsen evakuiert worden. Die Flüchtlinge und Vertriebenen aus dem Kreisgebiet kamen in die Landkreise Grimma und Borna. Eine Rückkehr der evakuierten Einwohner nach Trachenberg wurde in der Folgezeit verhindert. Am 23. Januar 1945 eroberte das 10. Panzer-Gardekorps der Roten Armee Trachenberg und unterstellte es im März 1945 der Verwaltung der Volksrepublik Polen. Diese führte für Trachenberg den Ortsnamen Żmigród ein und besiedelte es mit Polen. Der Herzog von Trachenberg wurde enteignet.
Das Hatzfeldt-Schloss brannte 1946 nieder. Eine Gedenktafel über das Trachenberger Monarchentreffen von 1813 wurde 1998 auf der Schlossmauer in Anwesenheit des Herzogs zu Trachenberg enthüllt.
Am 15. März 1991 trat der Zwei-plus-Vier-Vertrag in Kraft mit welchem die faktische Zugehörigkeit Żmigróds zu Polen auch völkerrechtlich bestätigt wurde.

### Bevölkerungsentwicklung
| Jahr | Einwohner | Anmerkungen                                           |
| ---- | --------- | ----------------------------------------------------- |
| 1875 | 3073      | [ 4 ]                                                 |
| 1880 | 3192      | [ 4 ]                                                 |
| 1890 | 3374      | davon 1990 Evangelische, 1295 Katholiken und 79 Juden |
| 1905 | 3361      | davon 1382 Katholiken, und 60 Juden                   |
| 1933 | 4263      | [ 4 ]                                                 |
| 1939 | 4573      | [ 4 ]                                                 |

### Freie Standesherren von Trachenberg (ab 1492)
Freiherren von Kurzbach
- Sigismund III., bis 1513
- Heinrich I., bis 1533, Sohn des Vorigen
- Wilhelm I., bis 1567, Sohn des Vorigen
- Heinrich III., bis 1592, Sohn des Vorigen

### Freie Standesherren von Trachenberg (ab 1592)
Freiherren von Schaffgotsch
- Adam, bis 1601
- Hans Ulrich, bis 1635

1635 bis 1641 war die Herrschaft kaiserliche Domäne.

### Freie Standesherren von Trachenberg (seit 1641)
Reichsgrafen von Hatzfeldt (Linie Hatzfeldt-Wildenburg-Crottorf).
- Melchior, bis 1658, starb unvermählt
- Hermann, bis 1676, Bruder des Vorigen
- Heinrich, bis 1683, Sohn des Vorigen
- Franz, bis 1738, Sohn des Vorigen.

Fürsten und Reichsfürsten von Hatzfeldt (ab 1741 bzw. 1748)
- Franz Philipp Adrian, bis 1779, Sohn des Vorigen,
- Franz Friedrich Cajetan, bis 1794, Sohn des Vorigen, letzter Spross der Linie Hatzfeldt-Wildenburg-Crottorf.

Fürsten von Hatzfeldt zu Trachenberg (seit 1803, Linie Hatzfeldt-Werther-Schönstein)
- Franz Ludwig, 1794–1827
- Hermann Anton, * 1808, bis 1874, Sohn des Vorigen
- Hermann, seit 1900 Herzog zu Trachenberg, bis 1933, Sohn des vorigen
- Hermann Ludwig, bis 1945, Sohn des vorigen

## Stadtwappen
Das Wappen von Żmigród zeigt in rotem Feld einen grauen Wehrturm, der mit einem goldenen Kreuz bekränzt ist. Um den Turm windet sich ein grüner Drache. Es handelt sich um ein Redendes Wappen, da der Stadtname von den altpolnischen Worten „żmij“ (Drache) und „gród“ (Burg) abgeleitet ist.
Alte Formen:
1155 – Zunigrod
1228 – Smigrod,
1245 – Zmigrod
1287 – Trachinburg

## Sehenswürdigkeiten
Stadt
- Wohnturm Maria Trauburg, 13. Jahrhundert, um das Jahr 1560 von den Kurzbach umgebaut[6]
- Ruine des Hatzfeldtschlosses von Christoph Hackner und Carl Gotthard Langhans mit einigen interessanten barocken Details, 17.–18. Jahrhundert
- Schlosspark, 18.–19. Jahrhundert
- Orangerie im Schlosspark, Klassizismus, Langhans-Bau
- Stadtpfarrkirche zur Heiligen Dreieinigkeit, 16.–18. Jahrhundert, Chor 1868–1870 von Alexis Langer

Umgebung
Barkowo (deutsch: Groß Bargen):
- Barocke Pfarrkirche zum Heiligen Martin, 1787;
- Ehemalige evangelische Kirche, heute Pfarrkirche zum Heiligen Antonius, Klassizismus, 1829.

Korzeńsko (deutsch: Korsenz):
- Barocke Pfarrkirche zur Erhöhung des Heiligen Kreuzes, 1722;
- Reste einer frühmittelalterlichen Burg.

Niezgoda (deutsch: Nesigode):
- Viele alte Fachwerk-Häuser.

Radziądz (deutsch: Radungen):
- „Militscher Teiche“ (Stawy Milickie), Naturreservat mit vielen seltenen Wasservögeln.

Zmigródek (deutsch: Schmiegrode)
- Reste einer mittelalterlichen Burg.

## Verkehr
Der Fernverkehrsbahnhof Żmigród liegt an der Bahnstrecke Wrocław–Poznań und war einst Beginn der Bahnstrecke Żmigród–Wąsosz. Auch die Trachenberg-Militscher Kreisbahn begann in der Stadt.

## Partnerstädte
- Bargteheide, Deutschland

## Wissenschaft und Schulwesen

### Eisenbahnversuchsring
Wenige Kilometer westlich des Ortes befindet sich das Eisenbahn-Testgelände vom Instytut Kolejnictwa. Es wurde früher von der Polnischen Staatsbahn (polnisch: Polskie Koleje Państwowe, PKP) betrieben und beinhaltet neben den Gleisanlagen eine Forschungsstelle und eine Zweigstelle des Forschungsinstituts für Landstraßen und Brücken aus Warschau. Auf dem Testgelände, das u. a. einen Eisenbahnring beinhaltet, wurden beispielsweise von 1997 bis 2001 Versuche des Projekts Safetrain durchgeführt.

### Schulen und Kindergarten
Żmigród hat folgende Schulen:
- eine Landwirtschaftsfachschule auf Gymnasialniveau
- ein Gymnasium (polnisches Gymnasium: 7. bis 9. Klasse)
- eine Grundschule
- eine Spezialgrundschule für Behinderte
- einen Kindergarten

## Wirtschaft
Ein großer Teil der Bevölkerung lebt von der Land- und der Forstwirtschaft (große Jagdgebiete in den umliegenden Wäldern). Vor 1945 war das Umland der Stadt von bedeutender Teichwirtschaft entlang der Bartsch geprägt. Der größte Arbeitgeber in der Stadt ist das Stahlkonstruktionsunternehmen „Energomontaż“. In der Stadt sind außerdem 800 private Unternehmen, viele von ihnen Ein-Mann-Firmen, registriert.

## Persönlichkeiten
Die folgenden Personen wurden in Żmigród (dt. Trachenberg) geboren.
- Christoph Leopold von Schaffgotsch (1623–1703), Soldat und Staatsmann, Oberlandeshauptmann von Schlesien
- Johann Anton Gotthard von Schaffgotsch (1675–1742), Oberlandeshauptmann von Schlesien
- Anton Genast (1763–1831), deutscher Schauspieler und Opernsänger
- Wilhelm Henschel (1781 oder 1785–1865), deutscher Zeichner, Kupferstecher und Lithograf
- Joseph Linke (1783–1837), deutsch-österreichischer Cellist und Komponist
- Sophie Gräfin von Hatzfeldt-Wildenburg-Schönstein, geb. Gräfin von Hatzfeldt-Trachenberg (1805–1881), deutsche Sozialistin und enge Bekannte von Ferdinand Lassalle
- John Retcliffe, eigentlich Hermann Goedsche (1816–1878), deutscher Schriftsteller
- Hugo Schwarz (1817–1897), deutscher Reichsgerichtsrat
- Heinrich Werner (1831–1912), deutscher Richter und Parlamentarier
- Theodor Unger (1836–1896), preußischer Generalleutnant
- Elisabeth Fürstin zu Carolath-Beuthen, geb. Gräfin von Hatzfeldt zu Trachenberg (1839–1914), Lebensgefährtin von Herbert von Bismarck
- Hermann, 3. Fürst von Hatzfeldt, 1. Herzog zu Trachenberg (1848–1933), preußischer Politiker, Beamter und Offizier
- Ludwig Hartau (1877–1922), deutscher Schauspieler
- Gerhart Pohl (1902–1966), deutscher Schriftsteller
- Max Schegulla (1918–2008), deutscher Bildhauer, Maler und Grafiker
- Hans-Joachim Lieber (1923–2012), deutscher Philosoph
- Richard Baum (* 1937), deutscher Sprachwissenschaftler
- Ekkehard Westermann (1940–2015), deutscher Historiker
- Bernhard C. Wintzek (1943–2018), deutscher Publizist
- Volkram Gebel (* 1943), deutscher Beamter und Politiker (CDU)